# Raión de Vovchansk
Vovchansk (en ucraniano: Вовчанський район) es un raión o distrito de Ucrania en el óblast de Járkov. 
Comprende una superficie de 1888 km².
La capital es la ciudad de Vovchansk.

## Demografía
Según estimación 2010 contaba con una población total de 49602 habitantes.

## Otros datos
El código KOATUU es 6321600000. El código postal 62500 y el prefijo telefónico +380 5741.